# Edward Grzelak
Edward Grzelak (ur. 1926) – polski prawnik, religioznawca marksistowski i publicysta, czołowy teoretyk polityki wyznaniowej Polski Ludowej, związany z Centralnym Ośrodkiem Doskonalenia Kadr Laickich.
Uzyskał stopień naukowy doktora nauk politycznych. Opublikował liczne książki oraz był autorem wielu artykułów, wydanych na łamach np. "Argumentów", "Ideologii i Polityki", "Faktów i Myśli", "Wychowania".

## Wybrane publikacje
- Kardynał Wyszyński a sprawa dwudziestej rocznicy zwycięstwa nad faszyzmem, Warszawa: Centralny Ośrodek Doskonalenia Kadr Laickich, 1965.
- Kościół a sanacja. Wybór artykułów o stosunku Kościoła do państwa w międzywojennym dwudziestoleciu, Warszawa: Centralny Ośrodek Doskonalenia Kadr Laickich, 1965.
- Państwo i Kościół w sprawie nauczania religii. Materiały wybrane, Warszawa: Centralny Ośrodek Doskonalenia Kadr Laickich, 1967.
- Państwo wobec religii w konstytucjach krajów Afryki (materiały szkoleniowe), Warszawa: Centralny Ośrodek Doskonalenia Kadr Laickich, 1967.
- Państwo wobec religii w konstytucjach krajów kontynentu amerykańskiego (materiały szkoleniowe), Warszawa: Centralny Ośrodek Doskonalenia Kadr Laickich, 1967.
- Polityczny i społeczny sens rozdziału Kościoła od państwa, Warszawa: "Książka i Wiedza", 1984, 1985.
- Polityka wyznaniowa PRL. Zasady i praktyka, Warszawa: "Trybuna Ludu", 1983.
- Świecki i socjalistyczny charakter szkoły w PRL, Warszawa: "Książka i Wiedza", 1985.
- U podstaw polityki wyznaniowej, Warszawa : "Książka i Wiedza", 1980.
- VIII rok klerykalnego planu Millenium, Warszawa: Centralny Ośrodek Doskonalenia Kadr Laickich, 1964.
- Wolność sumienia i swoboda praktyk religijnych w PRL a ich funkcjonowanie w krajach kapitalistycznych, Warszawa: "Książka i Wiedza", 1979.
- Wolność sumienia i wyznania, Warszawa: Centralny Ośrodek Doskonalenia Kadr Laickich, 1966.
- Wolność sumienia w dokumentach ONZ. Wybór dokumentów (materiały szkoleniowe), Warszawa: Centralny Ośrodek Doskonalenia Kadr Laickich, 1970.
- Z problematyki rozdziału kościoła od państwa, Warszawa: "Książka i Wiedza", 1980.
- Z problematyki stosunku państwa do Kościoła, Warszawa: "Książka i Wiedza", 1973.
- Z zagadnień metodyki szkolenia partyjnego (współautorzy: Magdalena Próchnicka, Stefan Słomkiewicz), Warszawa: "Książka i Wiedza", 1973, 1975[1].